# 松川公園

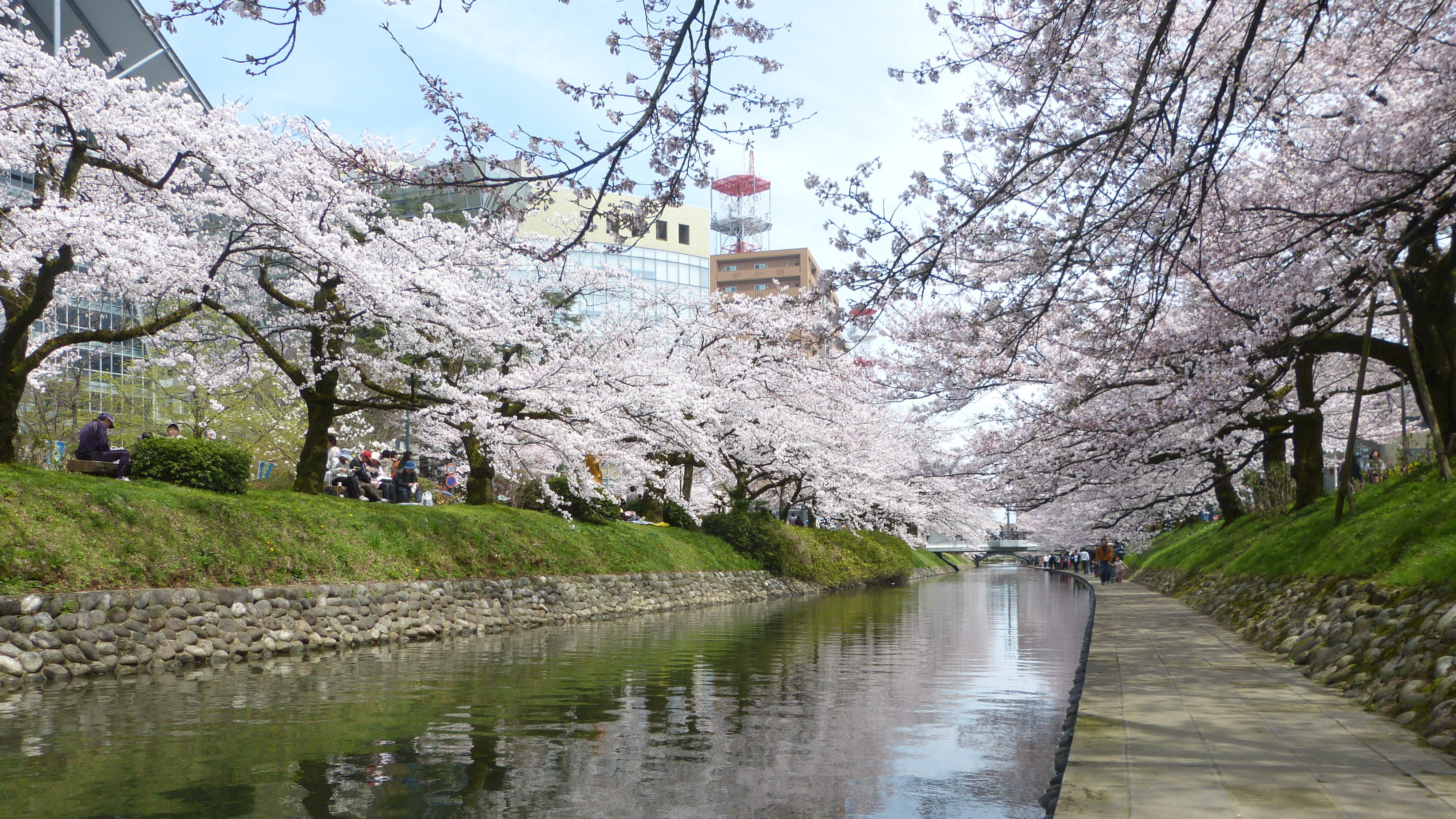
松川とさくら

松川公園（まつかわこうえん）は、富山県富山市を流れるかつての神通川の名残りの川、松川の周辺に設けられた公園。

## 概要
松川の両岸には約450本のソメイヨシノが植えられ、満開の桜のトンネルの下を遊覧船が行き交う風景は風情があり、日本さくら名所100選に選定されている。4月上旬には、全日本チンドンコンクールが開催される。28点の富山県関係の作家による彫刻も設置されている。川沿いには、富山県庁、富山市役所、富山県警察本部、電気ビルなどが建つ。